# Synchlora isolata
Synchlora isolata là một loài bướm đêm trong họ Geometridae.